# 軍用売春宿
軍用売春宿（ぐんようばいしゅんやど）とは、軍隊が公認あるいは黙認し、将兵に利用させる売春宿のこと。

## 概略
19世紀に入り、欧米諸国は、性病の予防などを理由に自国の軍隊周辺の売春を統制するようになり、近代型の公娼制度と共に、軍が公認（黙認）し管理する売春宿が成立する。日本では、「慰安所」とも呼ばれる。
本稿では、各国の軍隊が公認あるいは黙認した売春宿について述べる。売春宿の運用を含めた各国軍隊の性の詳細については、「慰安婦」を参照のこと。

### 慰安婦
軍用売春宿等で将兵の相手をした軍隊公認（黙認）の売春婦を、日本では「慰安婦」と呼ぶ。旧日本軍由来の言葉。

### 近代公娼制
ナポレオン戦争を機に欧米列強から広がった国家による売買春の管理システムを、藤目ゆきは「近代公娼制」と呼んだ。

## アメリカ軍の慰安所
米軍は、売春を悪と見なすピューリタニズムの影響で、20世紀初頭から売春禁圧の方針をとっていたが、海外の派兵先では建前化していた:72。
第二次大戦後に日本に進駐した米軍の場合も、慰安所の利用がアメリカ本国に知られると慰安所は閉鎖されたが:128、朝鮮戦争が始まると、米軍は韓国軍が提供した慰安所を利用し、その後はベトナムとその周辺の国々で、売春宿の利用が黙認されていた（ベトナム戦争）。
米軍は、幕末と第二次大戦後の二度、日本において「慰安所」の提供を受けた。

### 19世紀

#### 幕末の日本
タウンゼント・ハリス駐日領事が江戸幕府に要請した結果、横浜沖に停泊する軍艦（黒船）の水兵たちの為に女性が集められ、現在の横浜スタジアムの地に港崎遊郭が作られた:81-85。港崎遊郭は、8軒、331人の遊女で開業した:96。
港崎遊郭が造られるまで、日本に駐留する欧米各国の兵士は、神奈川宿周辺の遊郭を利用していた:73。

### 米西戦争・米比戦争

#### フィリピン
フェミニストや反売春運動家らが「軍用娼家（藤目）」の根絶を求めて抗議した結果、米国政府は、軍の為の健全な娯楽施設や読書室、体育館をかわりに建設する決定を行った。しかし、「軍用娼家」は、その後も実質的に存続した。
フィリピンに駐留する米軍は、軍と売春宿の関係を公にしなかったが、1900年にシカゴの新聞が「軍当局の売春宿」という見出しの記事を掲載するなど、現地人の他に中国人や日本人の売春婦が、兵士・将校用の売春宿に分かれて収容されている事が報じられていた。
マッカーサー総司令官は、本国からの問い合わせに、（フィリピンの）売春宿は米軍当局の管理下にはないと回答したが、売春宿のかわりに、そこで働く売春婦を米軍が管理しているというのが実態だった。

### 第二次世界大戦
1943年夏のシチリア島占領後、米軍はドイツ・イタリア軍の慰安所を居抜きで利用している。太平洋戦線ではビルマ方面で日本軍の慰安所を参考に売春婦をインドで集め慰安所を設置していた。

#### 北アフリカ
ジョージ・パットン将軍は、北アフリカに軍用の売春宿を設置しようと計画したが、アメリカ本国で大論争が起き、断念したとされる:217。

#### ハワイ
軍事基地の多いハワイでは、第一次世界大戦後から管理売春が行われ、ホノルルに20軒ほどあった兵士専用の売春宿の前で、兵士たちが毎日2時間待ちの行列を作った。その後アメリカ国内で論争が発生し、1944年9月にハワイの売春宿の廃止が決定された。

#### リビア
Susan Zeigerによれば、米軍の要請を受け、リビア政府が、モンロビアに二か所の〝セックス・キャンプ〟を設置した。この施設は、1942年から1945年まで存在した。

#### 日本
各地に進駐軍向けの慰安所が設置され、米軍が利用した。その中でも、東京を中心に営業した「特殊慰安施設協会(RAA)」が有名。
米軍は、RAA以外にも、日本各地で慰安所を利用した。日本側から設置を申し入れたケースもあれば、米軍が日本側に要請して設置させたケースもある:39。
沖縄では、日本軍と米軍の戦闘が継続中に、アメリカ兵による強姦事件に悩まされた住民が自発的に慰安所を設置した例もある:69-70。

##### 特殊慰安施設協会(RAA)
進駐軍の為に日本各地に作られた〝特殊慰安施設〟のひとつ。東京を中心に事業を展開した。〝慰安所〟の他、キャバレーやビアホールなども経営した:80。
アメリカ兵による強姦事件も多く、RAAの情報課長であった鏑来清一は後年、RAAの施設がなかったら「どんな結果になったか明白」だと述べた:29。

### 朝鮮戦争
韓国軍も日本軍同様慰安所を設置したが、この中には米軍用の慰安所も存在した:288。
この他にも、韓国政府は米軍基地の周りに「基地村」を造り、女性を送り込み米軍と共同でこれを管理した。1977年の韓国政府の資料では、9935人の女性が基地村で米兵を相手に売春していた。

### ベトナム戦争
ベトナム戦争においても、米軍の周りには黙認という形で「慰安所」が存在した。旅団長がこうした売春宿を監督し、ウィリアム・ウェストモーランド司令官や国防省はこれを黙認していたとされる。第一師団第三旅団の例では、「慰安所」の周りには兵士が歩哨に立ち、地元民が女性を集めてくるという形式をとっていた。値段が安い点を除けば、日本軍のシステムに酷似していると秦郁彦は述べている。
1966年には、第一騎兵師団、第一歩兵師団、第四歩兵師団のそれぞれの基地周辺に、正規の売春宿設置されていたとみられる。第一歩兵師団第三旅団の基地に付属する「レクリエーションエリア」には、4000人の兵士にサービスする売春宿があり、ベトナム人女性が住み込みで働いていた。米軍は衛生面と安全保障面の管理統制を行い、人員の調達や料金の取り決めは、ベトナムの民間人に委ねていた。
こうした売春宿は、「罪の都」「ディズニーランド」「ブーム・ブーム・パーラー」などと呼ばれた。

### 台湾（1950-1970年代）
台湾（国民党政府）には、「特約茶店」という名の慰安所があり、駐留する米軍には専用の「慰安所」が提供されていた:71-75。

## イギリス軍の慰安所
将兵の買春や売春宿の利用はイギリスにおいてはタブーであり、あまり語られないが、一部の兵士の残した記録から、少なくとも第一次大戦中の西部戦線などでは、イギリス軍が公式に「慰安所」の利用を認めていたことが分かっている。

### 19世紀

#### インド
英国インド軍の駐屯地（カントンメント
）には、チャクラ（chakla）と呼ばれるイギリス軍人専用の売春宿があった。
チャクラは、連隊ごとに設置され、Mahaldarniと呼ばれる楼主の下でインド人の女性が働いていた。彼女たちは、ロックホスピタルで性病検査や治療を受けた。
1889年、現地を取材したイギリスの雑誌が、インド政庁により設置された部隊用売春施設75か所の所在地が書き込まれた地図を掲載した。同誌に掲載された手描きのスケッチには、東ケント連隊のテント群と道を挟んだ反対側に、連隊付属の公認売春婦（Licensed Harlots）のテントが設営されている様子が描かれている。
野営中は、野営地の中に娼婦用のテントが設営された。

##### 英国インド軍のチャクラ
1891年から1892年にかけて、インドへ調査に赴いたアメリカ人女性二名の報告によれば、ラクナウのチャクラように、150人から200人（調査時は100名が在籍）を収容可能なチャクラもあれば 、娼婦5人だけの小規模なチャクラもあった。
ラクナウのチャクラは、高い壁に囲まれ、ヨーロッパ人兵士のみが利用できた。壁の高い位置に格子入りの窓があり、部屋の中にはベッド以外の家具はなかった。他の100人の女性を収容するチャクラも、広い壁で囲われ、格子のある窓があり、部屋には番号がふられていた。
連隊用、歩兵用、砲兵用、騎兵隊用の他、現地人兵士用のチャクラが存在した。
女性管理人は政府から10ルピーほど受け取っている場合と、受け取らない場合があった。それとは別に、娼婦から稼ぎの1/8を受け取る例が多かったとされる。

### 第一次世界大戦

#### フランス
フランスに出征中のイギリス軍将兵は、売春宿の利用を軍に公認されていた。将校用の売春宿（慰安所）は「ブルー・ランプ」、一般兵士用は「レッド・ランプ」と呼ばれていた。
ルーアン、ル・アーブル、マルセイユといった都市でもイギリス軍の為に売春宿が提供され、カイユ・シュメールでは、遊歩道に面したホテルに、窓にブラインドもカーテンもない状態で売春宿が開設され、地元民から苦情が寄せられた。
イギリスの詩人ロバート・グレーヴズは、第一次大戦に従軍した際、フランスのベテューヌでイギリス軍の慰安所を目撃している。グレーヴズによれば、「レッド・ランプ」と呼ばれた慰安所には、3人の慰安婦の順番を待つ為に150名からの兵士が列を作っていた。料金は10フラン（当時の8シリング）だったと言う:213。

### 第二次世界大戦
第二次世界大戦中は軍公認の慰安所は置かず、現地の売春婦や売春宿を積極的に黙認した。日本軍の慰安所を居抜きで使用したともいわれる。
北アフリカのトリポリに駐留したイギリス軍の指揮官たちは、現地の売春宿の存置を認め、イギリス軍は、これらの売春宿を白人の将校用、准尉用、下士官用、兵士用と、非白人兵士用に分けて利用した:217。
インドのデリーでも、戦争の開始とともに慰安所が置かれたが、これはロンドンからの命令で閉鎖された:217。

## イタリア軍の慰安所

### 第二次エチオピア戦争（1935-1936）
イタリアがエチオピアを併合すると（第二次エチオピア戦争）、進駐するイタリア軍兵士やイタリア人労働者の為に売春宿が各地に作られた。軍が売春宿を運営していたという報告もある。
イタリア人労働者向けに、移動売春宿「ビーナスカー」を設ける計画もあったが、こちらは実現しなかった。

### 第二次世界大戦
軍の司令部が統制する売春宿は、イタリア軍が占領したギリシャやユーゴスラビア、アルバニアにあり、北アフリカにはイタリア人のマダム（楼主？）と売春婦の大きな居留地があった。ソ連では売春が非合法化されていたので、特殊なケースとして軍が一から「慰安所」を作り女性を集めねばならなかった。イタリア軍がソ連領内に侵攻する前に、ルーマニアでも「慰安所」が設置された。
慰安所の管理は、兵站司令部の指示を受け、各基地の司令部が担った。各基地の司令部が規則を作り値段を決め、慰安所の建物や暖房、照明などを用意した。ベッドや椅子などは、地元住民から徴発された。
1942年の夏には、ソ連領内の前線に到着した師団ごとに３つから４つ、これに加え軍団と兵站部隊ごとに２つずつ慰安所を設置することになっていた。ただし、イタリアのロシア戦域軍全体に渡りこの比率で慰安所が設置されたかは、疑わしい。
慰安所には、兵士と売春婦双方に厳しい規則があり、一日の利用者は各部隊の一割という制限があった。慰安所内のルールは、イタリア国内の売春宿のものと全く同じだった。

## オーストラリア軍の慰安所
第二次大戦中、オーストラリア軍は、南方戦線で占領した日本軍の慰安所を自分たちが利用する為に転用した。

## 韓国軍の慰安所

### 朝鮮戦争
韓国軍が慰安所を設置し、アメリカ軍を始めとした国連軍もこれを利用した。
慶南大学校客員教授の金貴玉によると、『後方戦史（人事編）』に「固定式慰安所-特殊慰安隊」と記載されている。韓国軍の幹部は、旧日本軍の出身で、こうした人々によって慰安所が設置されたとみられる。
1953年7月27日の朝鮮戦争の休戦にともない各慰安所は1954年3月に閉鎖された。

### ベトナム戦争
ベトナム戦争においても「トルコ風呂（The Turkish Bath）」と称する、韓国軍の慰安所がサイゴンに存在した。

## 台湾（中華民国軍）の慰安所
「軍中楽園」「特約茶店」などと呼ばれる。1950年代より営業を開始。台湾本島では1974年に廃止されたが、金門島では1990年代の初めまで存在した（「zh:軍中樂園」「zh:金門八三一」）。金門島の八三一軍中楽園が有名:73。本島から離島まで、台湾の各地に設置された:75。
金門島には、軍中楽園を復元した特約茶室展示館が一般公開されている。
台湾に駐留する米軍専用の「特約茶店」も存在した（「アメリカ軍の慰安所」参照）:75。
2014年にニウ・チェンザー監督の映画『軍中楽園』が公開された。

## ドイツ軍の慰安所

### 第一次世界大戦
第一次大戦中のドイツ軍には、軍が管理、あるいは直接運営する売春宿が存在した。

### 第二次世界大戦

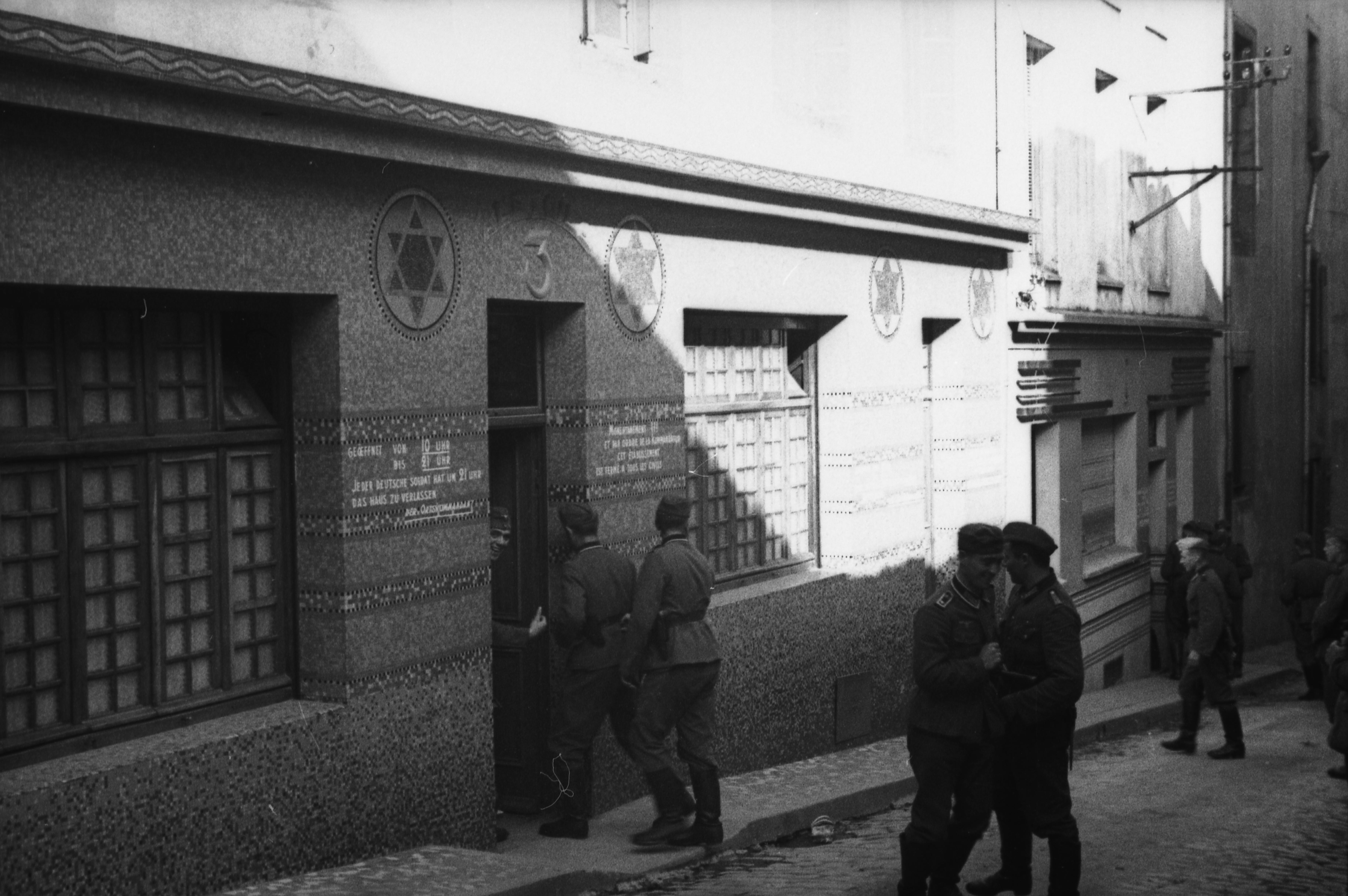
フランスのブレストで慰安所に入るドイツ軍下士官兵（1940年）。建物は以前のユダヤ教施設（シナゴーグ）。

第二次大戦中のドイツ軍にも、日本軍の物と似た形の慰安所が500箇所存在した。入場料は2-3マルクで、高級慰安所は5マルクだった。
出先部隊の低いレベルで業者と取り決めしていた日本軍の場合と異なり、ドイツ軍の場合は、軍の最高レベルで慰安所を律していた。
1940年7月、 ブラウヒッチュ陸軍総司令官が、フランスやオランダなど西方の占領地に、性病予防の目的でドイツ軍人用の売春宿を指定し、それ以外の利用を禁じた。ポーランドやソ連など東方の占領地でも同様の措置が取られたが、スターリン（ソ連）が売春を禁止していたため、東方の占領地では売春宿は新設され、慰安婦はしばしば強制的に集められたといわれる。
ドイツ海軍も、軍港に軍が管理する慰安所を設置した。

#### 強制収容所内の慰安所
軍隊用とは別に、強制収容所内に囚人用の売春施設が存在した。ゾンマーによれば、この強制売春施設はハインリヒ・ヒムラーによって、ソ連のラーゲリ強制労働所における報奨制度にならって強制労働の生産性を向上させるために構想された。

## 日本軍の慰安所
日本では、軍公認の売春宿を「慰安所」と呼んだ。
日本軍の慰安所は、日中戦争中にその第一号が上海に設置され、第二次大戦の終結まで存在した。その一部は、戦後連合国軍によって利用された。

## ニュージーランド軍の慰安所

### 第一次世界大戦
看護婦としてエジプトで兵士の看護にあたった経験のあるエティ・ラウトの努力により、欧州戦線に派兵されたニュージーランド軍兵士の為の慰安所がフランスに設置された。

## フランス軍の慰安所
フランスには、1800年代から海外の植民地に展開した軍隊の為の軍用売春宿が存在した。こうした「慰安所」は、21世紀直前まで存在した
これとは別に、フランス国内（本国）には、合法的に売春宿が存在し、兵士たちに利用された。

### エジプト・シリア戦役
カイロに進駐したフランス軍は、兵士たちに健康診断を受けた売春婦とのみ接触を許した。兵士たちを危険から守る為に、売春宿は通りに面した入口を開けておくこと、扉には灯りをつけることが義務付けられ、言葉によるトラブルを避ける為に、建物の外に文字と絵文字で利用料金が貼り出された:240。（「エジプト・シリア戦役」1798-1801）。

### 第一次世界大戦
第一次世界大戦が始まり、軍人・民間人を問わず20~30パーセントのフランス人男性が梅毒に感染する状況に陥ると、フランス政府は国内に「慰安所」を開設した（1915年）。フランス軍は、既に外地において軍用売春宿（BMC）を運用していたが、フランス本土に設置されたのは、この時が初めてだった。アメリカ軍は、こうした方式を取らなかった為に、フランスのサン＝ナゼールにアメリカ軍が上陸すると、町中に梅毒を広めてしまった。
フランスには「寛容の家（maisons de tolerance）」と呼ばれる売春宿のネットワークがあり、こちらも2年間に137軒が、主に前線近くに作られた。

### インドシナ戦争
インドシナ戦争においても、フランス軍は、軍用売春宿（BMC）を設置した。バーナード・フォールによれば、ベトナムのディエンビエンフー要塞の中にもBMCが存在した。

### 移動慰安所(BMC)

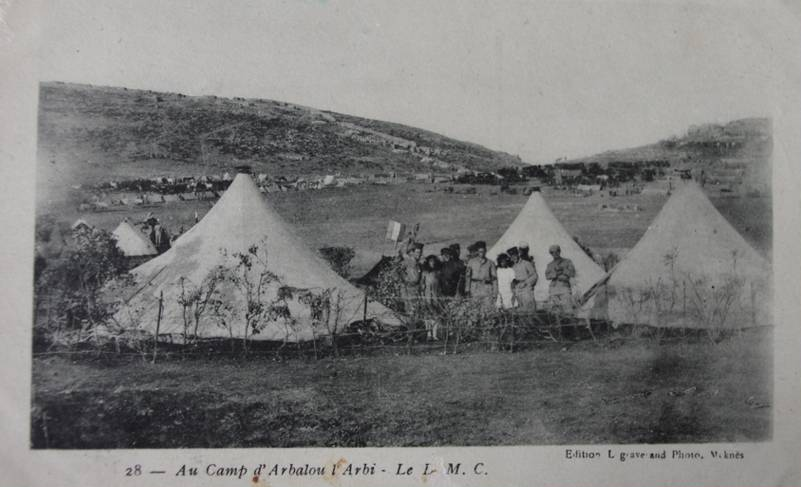
モロッコでのフランス軍の移動慰安所（1920年代）

フランス軍、特にフランス植民地軍には「移動慰安所」というシステム（慣習）があった。「移動慰安所」は、フランス語でBordel militaire de campagne、またはBordels Mobiles de Campagne（略称はBMC）と呼ばれ、第一次世界大戦・第二次世界大戦・インドシナ戦争、アルジェリア戦争の際に存在した。
移動慰安所は1830年にアルジェリア、あるいはモロッコで成立したといわれ、チュニジアにも存在した。慰安婦には北アフリカ出身者が多かったが、現地人女性は防諜上の観点から好ましくないとされた。
BMCは、第二次大戦中、ドイツにも設置された。大戦後も、1950年代まで戦われたインドシナ戦争で運用された。
その後も、1978年までヨーロッパにおけるフランス領土、いわゆるフランス・メトロポリテーヌ内に４つのBMCが存在し、ギアナのフランス領クールーでは、1995年までBMCが稼働していた。

秦郁彦は、このフランス軍の移動慰安所形式は、戦地で日本軍が慰安婦を連れて転戦した際の形式と似ていると指摘している。

## ロシア軍の慰安所

### 19世紀

#### マタロス休息所（稲佐遊郭）
日本の開国を機に長崎を越冬地としたロシアの極東艦隊の保養所として、長崎港の対岸にある稲佐の地に「マタロス休息所」が作られた。ここには、宿泊施設や病院の他に遊郭（稲佐遊郭）があり、ここで日本で初めて検梅が行われた。

### 第一次世界大戦
ドイツ軍の慰安所をモデルに、ロシア帝国とロシア臨時政府がそれぞれ別個に慰安所の設置を検討していた。ボリシェビキも同様の検討を行っていた。ロシアでは、ドイツ軍から奪った慰安所をコサック兵が利用することが黙認されるなどしていたが、ロシア臨時政府は、軍用に売春宿の合法化を考えた。この計画はペトログラード・ソビエトに引き継がれたが、内戦の勃発により実現しなかった。

### 第二次世界大戦
ソ連軍は慰安所を持たず、ベルリンや満州で大規模な強姦事件を起した。

## 国連軍・連合国軍の慰安所

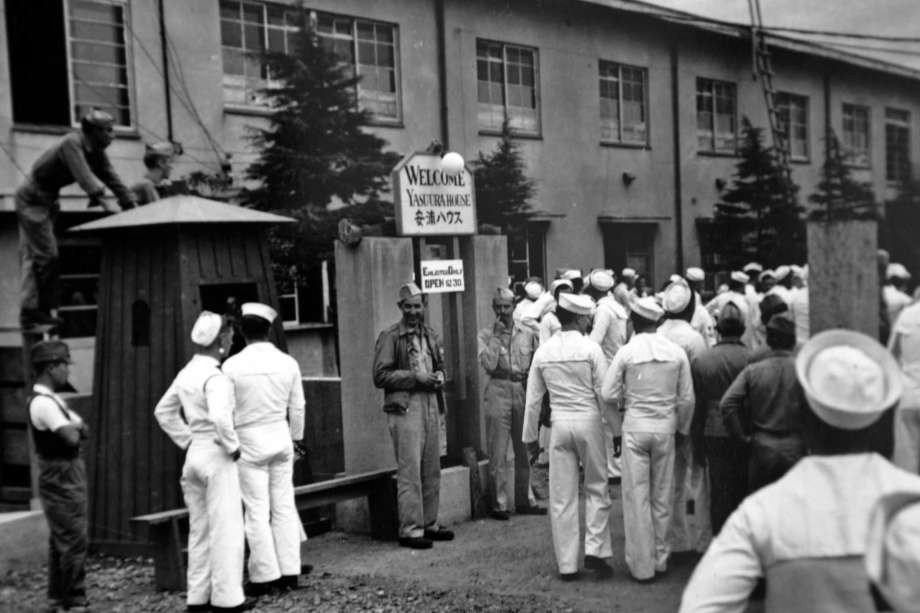
安浦ハウスに集まる米国将兵たち

国連軍とその前身である連合国の軍隊は、過去に韓国や日本において慰安所を利用した。

### 第二次世界大戦
終戦後、連合国軍占領下の日本において内務省により占領軍のために特殊慰安施設協会（RAA）が東京都京橋区銀座七の一（現在の中央区銀座南部）に設立された。地方にも同様の「特殊慰安施設」が設立されたが、地方自治体が主導したもの、警察が主導したもの、米軍が要求して設置させたものなど様々な形態がある:39。

### 朝鮮戦争
1950年、馬山に連合軍の慰安所が設置される。51年、韓国政府が「国連軍への慰安方法の一例」という方針を決定し、同年、釜山において、74軒の国連軍専用の慰安所が公認された。52年、更に78軒が公認された。こうした慰安所が、韓国全土に作られた。この他にも、国連軍向けの非公認の売春施設が、その数倍存在したとされる:238。韓国の研究者は、国連軍用の慰安所が設置されるにあたり、米軍が最終的な承認を与えたと推測している。ただし、それを裏づける決定的な文書資料は見つかっていない:296。
米軍の資料によれば、1950年に「国連軍向けのレクリエーションハウス」が多数店開きしたとされるが、林博史はこれを、国連軍の兵士たちが夜の女を選ぶ場であり、売春宿とは異なる性売買の形態だとしている:239。
1951年に現地調査を行った国際NGO団体は、黄海道に住む女性から、米軍が娼家をこしらえ、若い女性を無理矢理連れて行き、米軍と英軍の将兵にあてがったという証言を得た:230。平壌でも、米軍がオペラハウスや近所の住宅を軍用娼家にし、町で捕まえた女性を強制的に連れて来たといった証言が得られている:214。

## 脚註